# Liberty (Comtat de Tioga)
Liberty és una població dels Estats Units a l'estat de Pennsilvània. Segons el cens del 2000 tenia 230 habitants.

## Demografia
Segons el cens del 2000, Liberty tenia 230 habitants, 88 habitatges, i 60 famílies. La densitat de població era de 170,8 habitants/km².
Dels 88 habitatges en un 42% hi vivien nens de menys de 18 anys, en un 56,8% hi vivien parelles casades, en un 10,2% dones solteres, i en un 30,7% no eren unitats familiars. En el 27,3% dels habitatges hi vivien persones soles el 9,1% de les quals corresponia a persones de 65 anys o més que vivien soles. El nombre mitjà de persones vivint en cada habitatge era de 2,61 i el nombre mitjà de persones que vivien en cada família era de 3,13.
Per edats la població es repartia de la següent manera: un 31,3% tenia menys de 18 anys, un 9,6% entre 18 i 24, un 28,7% entre 25 i 44, un 18,7% de 45 a 60 i un 11,7% 65 anys o més.
L'edat mediana era de 32 anys. Per cada 100 dones de 18 o més anys hi havia 97,5 homes.
La renda mediana per habitatge era de 39.219 $ i la renda mediana per família de 38.542 $. Els homes tenien una renda mediana de 27.813 $ mentre que les dones 19.688 $. La renda per capita de la població era de 17.690 $. Entorn del 4,9% de les famílies i el 9,8% de la població estaven per davall del llindar de pobresa.

## Poblacions properes
El següent diagrama mostra les poblacions més properes.